# Новозеландский вариант английского языка
Новозела́ндский вариа́нт англи́йского языка́ (англ. New Zealand English) — форма английского языка, используемая в Новой Зеландии.
Английский язык был принесён на острова Новой Зеландии британскими колонистами в XIX веке. Самое заметное влияние на новозеландский вариант английского языка оказал английский язык юга Англии, шотландский английский, в лексике — язык маори — язык коренного населения этих островов.
Новозеландский английский близок к австралийскому варианту английского языка в произношении, но существует несколько тонких различий; в некоторых из них сказывается влияние языка маори. Одним из самых ярких различий между новозеландской и австралийской разновидностями и другими вариантами английского языка является тот факт, что гласный звук [ɪ] является гласным центрального ряда (однако эта черта объединяет его с южноафриканским английским).

## История изучения
Со времени начала заселения островов англичанами начал формироваться новый диалект; он вбирал в себя маорийские слова, описывающие представителей флоры и фауны Новой Зеландии, для именования которых собственных слов английский язык не имел. Первые местные слова появились благодаря исследователю Джеймсу Куку и биологу Джозефу Бэнксу, которые ввели в лексику термины маори кокако, раурики и титоки.
Ещё в 1890-х годах лингвист Джеймс Мюррей составлял списки диалектизмов Австралии и Новой Зеландии. Первая крупная публикация, посвящённая австралийско-новозеландским вариантам, появилась в 1892 году (словарь «Austral English: a dictionary of Australasian words, phrases and usages»). Первым полным словарём английского языка, посвященным новозеландскому английскому, был Heinemann New Zealand dictionary, изданный в 1979 г. под редакцией Гари Орсмана (англ. Harry Orsman). В этой книге указана также приблизительная дата регистрации в общем употреблении многих местных слов, к примеру, «haka» (1827 г.), «boohai» («глушь», 1920 г.), и «bach» («маленький дачный домик», 1905 г.).
Подробное изучение новозеландского варианта английского началось совсем недавно, в конце XX века. Особенности новозеландского английского привлекли внимание лингвиста Джека Беннета, он написал статью «English as it is spoken in New Zealand» и опубликовал её в журнале American Speech в 1943 году. В 1997 году вышел в Издательстве Оксфордского университета обширный словарь, посвящённый сугубо новозеландской лексике, Dictionary of New Zealand English.
В 1997 г. был основан «Центр словаря новозеландского английского языка» (англ. New Zealand Dictionary Centre), он издал ещё несколько словарей новозеландского английского; кульминацией издательской деятельности Центра стало издание в 2004 г. «Оксфордского словаря новозеландского английского языка» (англ. The New Zealand Oxford Dictionary).

## Фонетика

### Гласные

#### Краткие гласные переднего ряда
- Краткий гласный i, (как в слове «kit») является гласным центрального ряда, близким к [ə] или [ɘ]. Звучанием он несколько напоминает, хотя является менее закрытым, чем краткий звук u в других формах английского языка; он четко контрастирует со звуком [i], который можно слышать в Австралии; этот факт объясняет, почему некоторые новозеландцы утверждают, будто австралийцы произносят словосочетание «fish and chips» как «feesh and cheeps», в то время, как некоторые жители Австралии наоборот утверждают, что новозеландцы произносят «fish and chips» как «fush and chups»[5][6][7]. Краткий i новозеландского английского фонологически не отличается от нейтрального гласного /ə/.
- Краткий гласный e /ɛ/ (как в слове «dress») занял лакуну, образовавшуюся при подъёме звука /ɪ/, и фонетически находится рядом с [e]; для других носителей английского языка он звучит как сам краткий i.
- Подобным же образом, краткий гласный a /æ/ (как в слове «trap») по качеству приближается к [ɛ], который для большинства носителей английского языка, живущих в северном полушарии, звучит как краткое e.

Документальные фильмы первой половины XX века, в которых звучит как австралийская, так и новозеландская речь, свидетельствуют о том, что эти два диалекта были более схожи перед началом Второй мировой войны, и начали расходиться в основном после 1950-х гг. Недавние лингвистические исследования показали, что краткий звук i , который можно услышать в Новой Зеландии, происходит из диалекта английского языка, на котором в конце XIX века разговаривали англичане невысокого достатка (англ. lower-class people). Однако его можно также встретить в шотландском английском, и, учитывая относительно более высокий уровень шотландской эмиграции в Новую Зеландию, шотландский вариант также мог оказать некоторое влияние. На новозеландском английском также отразилось произношение английских гласных коренными носителями-маори. Существует и особый акцент маори, отличный от произношения носителей английского языка.

#### Слияния
- Гласные звуки /ɪə/ (как в слове «near») и /eə/ (как в слове «square») подвергаются всё большему слиянию; here рифмуется с there; а bear и beer, так же, как и rarely и really являются омофонами. Это — «наиболее очевидное изменение, происходящее» в новозеландском английском. Ведутся споры относительно качества звука, представляющего собой результат подобного слияния, но, согласно общепринятой точке зрения, такой звук наиболее близок закрытому варианту, [iə][8].
- Перед согласным /l/ могут подвергаться слиянию пары гласных /iː/:/ɪə/ (как в словах «reel» и «real»), а также /ɒ/:/oʊ/ («doll» и «dole»), и иногда /ʊ/:/uː/ («pull» и «pool»), /ɛ/:/æ/ («Ellen» и «Alan») и /ʊ/:/ɪ/ («full» и «fill»)[9][10].

#### Другие гласные
- Звуки /ɑr/-/ɑː/, как в словах «start», «bath» и «palm» — почти открытый гласный центрально-переднего ряда [ɐː] или [ɐ̟ː]. Фонетическое качество этого гласного частично накладывается на качество гласной фонемы /ʌ/, как в слове «strut». Для многих носителей единственным различием между ними является долгота[11].

### Согласные
- Новозеландский английский — в основном неротический (англ. non-rhotic ) диалект, в котором присутствует связующий и интрузивный R (англ. linking and intrusive R), за исключением тех, кто говорит на так называемом «южном картавом диалекте» (англ. Southland burr), характеризующемся заднеязычным произношением [r]. Это полуротический диалект, на который повлиял шотландский английский; в основном на нём говорят в Саутленде и в некоторых районах Отаго[12][13]. Носители новозеландского английского, не реализующие в своей речи связующий и интрузивный /r/, не предшествующий гласной, однако, иногда произносят его в нескольких словах, таких, как Ireland и название самой буквы «r»[14].
- Звук /l/ является «тёмным» (велярным) во всех позициях, и часто подвергается озвончению (вокализации) в конце слога[6][9]. Данное явление неодинаково выражено в разных регионах страны и в разных социально-экономических группах; представители более молодого, низкого по положению социального класса озвончают /l/ в большинстве случаев[15].
- Различие между /w/, как в слове «witch» и /wh/, как в слове «which», сохраняющееся в речи старших носителей языка, в настоящее время нивелируется[9][16].
- Согласный /t/ в положении между гласными может озвончаться[англ.] (англ. flapping)[9].

### Другие черты
- В новозеландском английском есть явление «исторически обусловленного разделения произношения a» (англ. trap-bath split); в словах типа dance присутствует гласный /ɑː/, как и в Южной Англии и на юге Австралии[9][6].
- Как и австралийцы, некоторые жители Новой Зеландии произносят причастие прошедшего времени некоторых глаголов, такие, как grown, thrown and mown как двусложные, вставляя дополнительный нейтральный гласный — /-oʊ.ən/. Такие же слова, как groan, throne and moan не подвергаются подобному воздействию, что значит, что такие пары слов различимы на слух[15]. Это также отмечалось (хотя и редко) в произношении слова three, в котором нейтральный гласный вставляется между 'th' и 'r', тем самым образуя двусложное слово, а также в словах типа dwarf и Dwane/Duane, в которых нейтральный гласный появляется между 'd' и 'w' (или 'u').
- Приставка trans-, как правило, произносится /trænʦ/. Это приводит к смешению произношения буквы a в словах типа «transplant» (/trænzplɑːnt/), в то время, как в северном (но не в южном) британском английском в обоих слогах реализуется одна и та же гласная (/trænzplænt/).
- Буква H обычно называется /eɪʧ/, как и в Великобритании и Северной Америке, но может произноситься с аспирацией (придыханием): /heɪʧ/, в таком случае происходя из североанглийских диалектов (англ. Hiberno-English); такое произношение встречается в австралийском английском, хотя часто считается неправильным.

### Система гласных
Фонология новозеландского варианта схожа с фонологией других неротических диалектов, таких, как австралийский английский и Received Pronunciation, но имеет характерные отличия:
| Краткие гласные | Краткие гласные    |
| МФА             | Примеры            |
| --------------- | ------------------ |
| [ɘ]             | sit, about, winner |
| [i]             | city               |
| [e]             | bed, end           |
| [ɛ]             | lad, cat, ran      |
| [ɐ]             | run, enough        |
| [ɒ]             | not, wasp          |
| [ʊ]             | put, wood          |

| Долгие гласные | Долгие гласные |
| МФА            | Примеры        |
| -------------- | -------------- |
| [ɐː]           | father, arm    |
| [iː]           | see            |
| [ɵː]           | bird           |
| [oː]           | law, caught    |
| [ʉː]           | soon, through  |

| Дифтонги | Дифтонги    |
| МФА      | Примеры     |
| -------- | ----------- |
| [æe]     | day, pain   |
| [ɑe]     | my, wise    |
| [oe]     | boy         |
| [ɐʉ]     | no, tow     |
| [æo]     | now         |
| [ɪə]     | near, here  |
| [eə]     | hair, there |
| [ʉɐ]     | tour        |

## Словарный состав
В новозеландском английском существует ряд диалектных слов и словосочетаний. В основном это слова неформального регистра, чаще всего встречающиеся в повседневной речи. Среди новозеландских диалектизмов — слова bach и crib, означающие дачу на севере и юге страны соответственно. Многие слова, использующиеся в Новой Зеландии, распространены и в Австралии; по поводу авторства того или иного слова бывают ожесточённые споры: примером может служить многолетнее выяснение происхождения слова павлова.
Регионализмы новозеландского варианта можно разделить на тематические группы: политические (Rogernomics), спортивные, связанные с преступностью (electric puha — каннабис), P — метамфетамин), экологическо-сельскохозяйственные (tuatarium — террариум для туатар, gypsy day — день перегона скота на новые пастбища) и относящиеся к землетрясению в Крайстчерче (достопримечательность Shag Rock стали называть Shag Pile).
В речи молодых носителей используется множество американизмов, к примеру, like («типа»). Некоторые общеанглийские выражения переосмысливаются с использованием регионализмов: couch potato → couch kumara.
Заимствования из маори называют самой характерной особенностью новозеландского английского. В основном они используются для обозначения местных реалий (флора, фауна, топонимы и так далее). Согласно данным исследования 1999 года, около 0,6 % новозеландской лексики имеют маорийские корни. Примером такого диалектизма является термин iwi tea, означающий большой чайник чая, подаваемый на целую компанию в заведении общественного питания. Процесс заимствования из маори почти остановился в период с 1860-х до 1970-х, но возобновился впоследствии, в том числе и благодаря миграции маори в города в середине XX века. В повседневном общении маоризмы используют молодые новозеландцы и представители народа маори; слова вроде «kia ora» («привет») или «kai» («еда») известны всем жителям страны.
Некоторые диалектизмы со временем исчезли: отдельные растения новозеландского льна больше не называют заимствованием из маори kōrari, а вместо «быстро идти» не говорят going eyes out — эти слова исчезли в XIX веке.
Характерный способ словообразования в новозеландском и австралийском вариантах — неформальное сокращение с последующим прибавлением суффикса -o или -ie: good-o. Сокращение слов включает также топонимы: Dunners (Dunedin).

### Отличия от австралийского варианта английского языка
Многие из таких отличий связаны со словами, описывающими обычные предметы; их появление часто обусловлено тем, какие из наиболее известных брендов становятся нарицательными товарными знаками:
| Новая Зеландия                                                        | Австралия                                      | Толкование |
| --------------------------------------------------------------------- | ---------------------------------------------- | --- |
| Cellphone / mobile / mobile phone (cell)/phone(mobile)                | Mobile phone (mobile)                          | Сотовый/мобильный телефон. |
| Chilly bin                                                            | Esky                                           | Термос для хранения охлаждённой еды/напитков. |
| Dairy                                                                 | Delicatessen convenience store Deli            | Эквивалент вечернего/ночного магазина (англ. convenience store), хотя данное слово употребляется всё реже. В больших городах распространяется словосочетание «вечерний/ночной магазин» или «superette» благодаря наличию иммигрантов. Следует отметить, что слово «delicatessen» в Новой Зеландии имеет несколько иное значение, — обозначает магазин или отдел супермаркета, в котором продаётся специализированная еда, например, салями, изысканные сорта сыров и тому подобное (как и в большинстве штатов Австралии) |
| Domain, field                                                         | Oval, paddock                                  | Территория, обычно используемая для отдыха, обычно лужайка |
| Duvet                                                                 | Doona                                          | Пуховое одеяло |
| Jandals                                                               | Thongs                                         | Сандалии без задников (известные также как «шлёпанцы» или «вьетнамки») |
| Jersey                                                                | Jumper                                         | Джемпер или свитер. В Новой Зеландии и Австралии «jersey» означает также верхнюю часть спортивной формы (например, для регби); ещё одно слово, означающее спортивный свитер, — «guernsey», часто используется в Австралии, но редко встречается в Новой Зеландии. |
| Judder bar / Speed bump                                               | Speed bump                                     | «Лежачий полицейский». «Speed bump» — слово, часто употребляемое как в Новой Зеландии, так и в Австралии |
| No exit                                                               | No through road                                | Дорога, оканчивающаяся тупиком. |
| Oil skin / Swanndri                                                   | Driza-Bone Oil skin                            | Накидка с водоотталкивающим покрытием: сельский плащ; Swanndri: плотное шерстяное пальто (часто в клеточку) |
| Togs                                                                  | Bathers Swimmers Cozzies Togs budgie smugglera | Купальный костюм |
| Trolley                                                               | Shopping trolley                               | Тележка, обычно с двумя колёсами, для перевозки покупок по супермаркету. |
| Trolley, trundler                                                     | Shopping jeep/granny trolley                   | Двухколёсная тележка для перевозки покупок из местных магазинов (в настоящее время редко встречается) |
| Tramp                                                                 | Bush walk                                      | Поход в лес или в горы |
| Twink                                                                 | Wite-Out, Liquid Paper                         | Корректирующая жидкость, штрих |
| Vivid Felts, Felt tips                                                | Texta                                          | Маркер |
| a Употребим в основном в Квинсленде и на севере Нового Южного Уэльса. |                                                | |

В 1950-60-х гг. словосочетание «milk bar» означало заведение, в котором подавались безалкогольные напитки, в основном молочные коктейли, чай и иногда кофе. Также подавалось мороженое.

## Прочее
Новозеландцы часто отвечают на вопрос с повышающейся интонацией, и ответ звучит как другой вопрос. Данную особенность часто пародируют. Повышение интонации также встречается в утвердительных предложениях, не являющихся ответами на вопрос; в австралийском английском эта черта более распространена.
В неформальной речи местоимением для обозначения нейтрального лица является «she» (она), особенно если предложение с него начинается. Наиболее известным примером такого употребления является фраза «She’ll be right» («всё будет хорошо»); данная черта также характерна для австралийского английского.

## Диалекты
Существуют региональные нюансы, например, на южном острове некоторые носители произносят «р» в тех местах, где его обычно не слышно — предки этих носителей — шотландцы. В их речи используется несколько заимствований из шотландского английского, включая «wee» (маленький) и «to do the messages» (ходит за покупками). В Таранаки имеется еле заметный акцент, возможно, из-за того, что там селились выходцы из юго-западной Англии.
У некоторых маори имеется специфический акцент, и наблюдается более интенсивное использование заимствований. Два наиболее распространённых акцента — «пакеха» и «маори»; на последнем явно заметно влияние изохронности языка маори, причём «пакеха» (европейский) акцент также воспринимает эту особенность.

## Орфография
- Почти всегда используется британское написание слов (cancelling, не canceling; travelled, не traveled, colour, не color, behaviour, не behavior)[26].
- В словах, которые пишутся либо с -ise, либо с -ize (organise/organize), новозеландцы, как и австралийцы, предпочитают -ise[27], хотя оба варианта допустимы.
- В отличие от остальных вариантов английского, в новозеландском используется написание fiord, а не fjord.